# قيام الليل
قيام الليل هو: قضاء معظم الليل أو جزء منه ولو ساعة في عبادة الله بالصلاة وتلاوة القرآن وذكر الله. ويطلق القيام ويراد العبادة عموماً، وصلاة الليل خصوصا.
قيام الليل هو دأب الصالحين، وتجارة المؤمنين، وعمل الفائزين، ففي الليل يخلو المؤمنون بربهم، ويتوجهون إلى خالقهم وبارئهم، فيشكون إليه أحوالهم، ويسألونه من فضله، فنفوسهم قائمة بين يدي خالقها، عاكفة على مناجاة بارئها، تتنسم من تلك النفحات، وتقتبس من أنوار تلك القربات، وترغب وتتضرع إلى عظيم العطايا والهبات.

## قيام الليل في القرآن
الصلاة يجب ان تكون بعدد فردي.
قال تعالى: ﴿تَتَجَافَى جُنُوبُهُمْ عَنِ الْمَضَاجِعِ يَدْعُونَ رَبَّهُمْ خَوْفًا وَطَمَعًا وَمِمَّا رَزَقْنَاهُمْ يُنْفِقُونَ ۝١٦ فَلَا تَعْلَمُ نَفْسٌ مَا أُخْفِيَ لَهُمْ مِنْ قُرَّةِ أَعْيُنٍ جَزَاءً بِمَا كَانُوا يَعْمَلُونَ ۝١٧﴾ (سورة السجدة، الآيات 16-17)؛ قال ابن كثير في تفسيره: «يعني بذلك قيام الليل ، وترك النوم والاضطجاع على الفرش الوطيئة . قال مجاهد والحسن في قوله تعالى : ( تتجافى جنوبهم ) يعني بذلك قيام الليل ».
وقال القرطبي: «أي ترتفع وتنبوا عن مواضع الاضطجاع . وهو في موضع نصب على الحال؛ أي متجافية جنوبهم. والمضاجع جمع مضجع؛ وهي مواضع النوم. ويحتمل عن وقت الاضطجاع، ولكنه مجاز، والحقيقة أولى. ومنه قول عبد الله بن رواحة : "وفينا رسول الله يتلو كتابه إذا انشق معروف من الصبح ساطع ...  يبيت يجافي جنبه عن فراشه إذا استثقلت بالمشركين المضاجع"».
وقال عبد الحق الأشبيلي: «أي تنبو جنوبهم عن الفرش، فلا تستقر عليها، ولا تثبت فيها لخوف الوعيد، ورجاء الموعود».
وقد ذكر الله عز وجل المتهجدين فقال عنهم: ﴿كَانُوا قَلِيلًا مِنَ اللَّيْلِ مَا يَهْجَعُونَ ۝١٧ وَبِالْأَسْحَارِ هُمْ يَسْتَغْفِرُونَ ۝١٨﴾ (سورة الذاريات، الآيات 17-18)، قال القرطبي: «قوله تعالى : كانوا قليلا من الليل ما يهجعون معنى يهجعون ينامون؛ والهجوع النوم ليلاً ، والتهجاع النومة الخفيفة؛ قال أبو قيس بن الأسلت: "قد حصت البيضة رأسي ... فما أطعم نوما غير تهجاع"».
وقال تعالى: ﴿أَمْ مَنْ هُوَ قَانِتٌ آنَاءَ اللَّيْلِ سَاجِدًا وَقَائِمًا يَحْذَرُ الْآخِرَةَ وَيَرْجُو رَحْمَةَ رَبِّهِ قُلْ هَلْ يَسْتَوِي الَّذِينَ يَعْلَمُونَ وَالَّذِينَ لَا يَعْلَمُونَ إِنَّمَا يَتَذَكَّرُ أُولُو الْأَلْبَابِ ۝٩﴾ (سورة الزمر، الآية 9).
أي: هل يستوي من هذه صفته مع من نام ليله غير عالم بوعد ربه ولا بوعيده، قيل: «يا رجال الليل جدوا ... ربّ داع لا يُرَدُ».

## قيام الليل في السنة
حث النبي على قيام الليل ورغّب فيه، فقال عليه الصلاة والسلام: «عليكم بقيام الليل فإنه دأب الصالحين قبلكم، وقربة إلى الله، ومكفرة للسيئات، ومنهاة عن الإثم، ومطردة للداء عن الجسد».
وقال النبي في شأن عبد الله بن عمر: «نعم الرجل عبد الله، لو كان يصلي من الليل»، قال سالم بن عبد الله بن عمر: فكان عبد الله بعد ذلك لا ينام من الليل إلا قليلاً.
وقال النبي عليه الصلاة والسلام : «في الجنة غرفة يرى ظاهرها من باطنها، وباطنها من ظاهرها» فقيل: لمن يا رسول الله؟ قال: «من أطاب الكلام، وأطعم الطعام، وبات قائماً والناس نيام».
وقال عليه الصلاة والسلام : «أتاني جبريل فقال: يا محمد، عش ما شئت فإنك ميت، وأحبب من شئت فإنك مفارقه، واعمل ما شئت فإنك مجزي به، واعلم أن شرف المؤمن قيامه بالليل، وعزه استغناؤه عن الناس».
وقال عليه الصلاة والسلام: «من قام بعشر آيات لم يُكتب من الغافلين، ومن قام بمائة آية كتب من القانتين، ومن قام بألف آية كتب من المقنطرين»، والمقنطرون هم الذين لهم قنطار من الأجر.
وذكر عند النبي رجل نام ليلة حتى أصبح فقال: «ذاك رجل بال الشيطان في أذنيه».
وقال: «أفضل الصلاة بعد الفريضة صلاة الليل».
وقال صلى الله عليه وسلم: «أيها الناس، أفشوا السلام، وأطعموا الطعام، وصلوا والناس نيام، تدخلوا الجنة بسلام».

## قيام النبي
أمر الله نبيه بقيام الليل في قوله تعالى: ﴿يَا أَيُّهَا الْمُزَّمِّلُ ۝١ قُمِ اللَّيْلَ إِلَّا قَلِيلًا ۝٢ نِصْفَهُ أَوِ انْقُصْ مِنْهُ قَلِيلًا ۝٣ أَوْ زِدْ عَلَيْهِ وَرَتِّلِ الْقُرْآنَ تَرْتِيلًا ۝٤﴾ (سورة المزمل، الآيات 1-4).
وقال سبحانه: ﴿وَمِنَ اللَّيْلِ فَتَهَجَّدْ بِهِ نَافِلَةً لَكَ عَسَى أَنْ يَبْعَثَكَ رَبُّكَ مَقَامًا مَحْمُودًا ۝٧٩﴾ (سورة الإسراء، الآية 79).
وقالت عائشة رضي الله عنها: «كان النبي صلى الله عليه وسلم يقوم من الليل حتى تتفطر قدماه، فقلت له: لم تصنع هذا يا رسول الله وقد غفر لك ما تقدم من ذنبك وما تأخر؟» قال: «أفلا أكون عبداً شكوراً».
فقد استقرت صلاة النبي صلى الله عليه وسلم في آخر الليل رضي الله عنها قالت: «من كل الليل قد أوتر رسول الله صلى الله عليه وسلم من أول الليل وأوسطه وآخره، فانتهى وتره إلى السحر».
وهذا يدل على أن الشكر لا يكون باللسان فحسب، وإنما يكون بالقلب واللسان والجوارح، فقد قام النبي بحق العبودية لله على وجهها الأكمل وصورتها الأتم، مع ما كان عليه من نشر العقيدة الإسلامية، وتعليم المسلمين، والجهاد في سبيل الله، والقيام بحقوق الأهل والذرية، فكان كما قال ابن رواحة:
أرانا الهدى بعد العمى فقلوبنا ... به موقناتٌ أن ما قال واقع
وعن حذيفة قال: «صليت وراء النبي صلى الله عليه وسلم ذات ليلة فافتتح البقرة فقلت : يركع عند المائة ، ثم مضى ، فقلت : يصلي بها في ركعة فمضى ، فقلت : يركع بها ، ثم افتتح النساء فقرأها . ثم افتتح آل عمران فقرأها يقرأ ، مترسلا إذا مر بآية فيها تسبيح سبح وإذا مر بسؤال سأل وإذا مر بتعوذ تعوذ ثم ركع فجعل يقول سبحان ربي العظيم فكان ركوعه نحوا من قيامه ثم قال سمع الله لمن حمده ثم قام طويلا قريبا مما ركع ثم سجد فقال سبحان ربي الأعلى فكان سجوده قريبا من قيامه».
وعن ابن مسعود رضي الله عنه قال: «صليت مع النبي ليلة، فلم يزل قائماً حتى هممت بأمر سوء. قيل: ما هممت؟ قال: هممت أن أجلس وأَدَعَهُ!».
قال ابن حجر: «وفي الحديث دليل على اختيار النبي تطويل صلاة الليل، وقد كان ابن مسعود قوياً محافظاً على الاقتداء بالنبي ، وما هم بالقعود إلا بعد طول كثير ما اعتاده».
قال الإمام النووي رحمه الله: «معناه كان آخر أمره الإيتار في السحر، والمراد به آخر الليل كما قالت في الروايات الأخرى، ففيه استحباب الإيتار آخر الليل، وقد تظاهرت الأحاديث الصحيحة عليه».

## قيام الليل في حياة السلف
قال الحسن البصري: «لم أجد شيئاً من العبادة أشد من الصلاة في جوف الليل».
وقال أبو عثمان النهدي: «تضيّفت أبا هريرة سبعاً، فكان هو وامرأته وخادمه يقسمون الليل ثلاثاً، يصلي هذا، ثم يوقظ هذا».
وكان شداد بن أوس إذا أوى إلى فراشه كأنه حبة على مقلى، ثم يقول: اللهم إن جهنم لا تدعني أنام، فيقوم إلى مصلاه.
وكان طاوس يثب من على فراشه، ثم يتطهر ويستقبل القبلة حتى الصباح، ويقول: طيَّر ذكر جهنم نوم العابدين !!
وكان زمعة العابد يقوم فيصلي ليلاً طويلاً، فإذا كان السحر نادى بأعلى صوته: يا أيها الركب المعرِّسون، أكُل هذا الليل ترقدون؟ ألا تقومون فترحلون !! فيسمع من هاهنا باكٍ، ومن هاهنا داع، ومن هاهنا متوضئ، فإذا طلع الفجر نادى: عند الصباح يحمد القوم السرى !!

### طبقات السلف في قيام الليل
قال ابن الجوزي: واعلم أن السلف كانوا في قيام الليل على سبع طبقات:
الطبقة الأولى: كانوا يحيون كل الليل، وفيهم من كان يصلي الصبح بوضوء العشاء.
الطبقة الثانية: كانوا يقومون شطر الليل.
الطبقة الثالثة: كانوا يقومون ثلث الليل، قال النبي : «أحب الصلاة إلى الله عز وجل صلاة داود؛ كان ينام نصف الليل، ويقوم ثلثه، وينام سُدسه».
الطبقة الرابعة: كانوا يقومون سدس الليل أو خمسه.
الطبقة الخامسة: كانوا لا يراعون التقدير، وإنما كان أحدهم يقوم إلى أن يغلبه النوم فينام، فإذا انتبه قام.
الطبقة السادسة: قوم كانوا يصلون من الليل أربع ركعات أو ركعتين.
الطبقة السابعة: قوم يُحيون ما بين العشاءين، ويُعسِّـلون في السحر، فيجمعون بين الطرفين، والنبي عليه الصلاة والسلام قال: «إن في الليل لساعة لا يوافقها عبد مسلم يسأل الله فيها خيراً إلا آتاه، وذلك كل ليلة».

## الأسباب الميسِّرة لقيام الليل
ذكر أبو حامد الغزالي أسباباً ظاهرة وأخرى باطنة ميسرة لقيام الليل:
فأما الأسباب الظاهرة فأربعة أمور:
الأول: ألا يكثر الأكل فيكثر الشرب، فيغلبه النوم، ويثقل عليه القيام.
الثاني: ألا يتعب نفسه بالنهار بما لا فائدة فيه.
الثالث: ألا يترك القيلولة بالنهار فإنها تعين على القيام.
الرابع: ألا يرتكب الأوزار بالنهار فيحرم القيام بالليل.
وأما الأسباب الباطنة فأربعة أمور:
الأول: سلامة القلب عن الحقد على المسلمين، وعن البدع وعن فضول الدنيا.
الثاني: خوف غالب يلزم القلب مع قصر الأمل.
الثالث: أن يعرف فضل قيام الليل.
الرابع: وهو أشرف البواعث: الحب لله، وقوة الإيمان بأنه في قيامه لا يتكلم بحرف إلا وهو مناج ربه.

## قيام رمضان
قيام رمضان هو صلاة التراويح التي يؤديها المسلمون في رمضان، وهو من أعظم العبادات التي يتقرب بها العبد إلى ربه في هذا الشهر.قال الحافظ ابن رجب: «واعلم أن المؤمن يجتمع له في شهر رمضان جهادان لنفسه: جهاد بالنهار على الصيام، وجهاد بالليل على القيام، فمن جمع بين هذين الجهادين وُفِّي أجره بغير حساب».
وقال الشيخ ابن عثيمين: «وصلاة الليل في رمضان لها فضيلة ومزية على غيرها، لقول النبي: «من قام رمضان إيماناً واحتساباً غفر له ما تقدم من ذنبه»».
وقيام رمضان شامل للصلاة في أول الليل وآخره، وعلى هذا فالتراويح من قيام رمضان، فينبغي الحرص عليها والاعتناء بها، واحتساب الأجر والثواب من الله عليها، وما هي إلا ليالٍ معدودة ينتهزها المؤمن العاقل قبل فواتها.
وتشرع صلاة التراويح جماعة في المساجد، وكان النبي أول من سنّ الجماعة في صلاة التراويح في المسجد، ثم تركها خشية أن تُفرض على أمته، فلما لحق رسول الله بجوار ربه، واستقرت الشريعة؛ زالت الخشية، وبقيت مشروعية صلاتها جماعة قائمة.
وعلى المسلمين الاهتمام بهذه الصلاة وأداؤها كاملة، والصبر على ذلك لله عز وجل.
قال الشيخ ابن عثيمين: «ولا ينبغي للرجل أن يتخلف عن صلاة التراويح لينال ثوابها وأجرها، ولا ينصرف حتى ينتهي الإمام منها ومن الوتر ليحصل له أجر قيام الليل كله».
ويجوز للنساء حضور التراويح في المساجد إذا أمنت الفتنة منهن وبهن. ولكن يجب أن تأتي متسترة متحجبة، غير متبرجة ولا متطيبة، ولا رافعة صوتاً ولا مبدية زينة.
والسنة للنساء أن يتأخرن عن الرجال ويبعدن عنهم، و يبدأن بالصف المؤخر فالمؤخر عكس الرجال، وينصرفن من المسجد فور تسليم الإمام ولا يتأخرن إلا لعذر، لحديث أم سلمة رضي الله عنها قالت: «كان النبي إذا سلّم قام النساء حين يقضي تسليمه، وهو يمكث في مقامه يسيراً قبل أن يقوم. قالت: نرى - والله أعلم - أن ذلك كان لكي ينصرف النساء قبل أن يدركهن الرجال».

## وصلات خارجية
- قيام الليل.. فضله ثمراته.. وما يعين عليه
- نموذج من صفة قيامه صلى الله عليه وسلم بالليل
- قيام الليل وقتها و صفتها و ما هو الثلث الاخير من الليل